# Германска Югозападна Африка
Германска Югозападна Африка (на немски: Deutsch-Südwestafrika), накратко ГЮА или ГЮЗА, е бивша колония на Германската империя в периода 1884 – 1920 година. Колонията обхваща територията на днешна Намибия.

## История
Историята на Германска Югозападна Африка (ГЮА) започва през 1883 година. Тогава немският търговец Адолф Людериц купува земята от вожда на местното племе от района на Ангра Пекуеня. Поради страх от превземането на закупената от немеца земя от страна на Великобритания на 24 април 1884 година предава земята си под контрола на Германската империя. На 17 август същата година територията става официално част от империята. През 1890 година към германската колония е присъединена Ивицата Каприви, с която германската администрация си осигурява пряк достъп до река Замбези.

## География
Със своите 835 000 квадратни километра ГЮА е била 1,5 пъти по-голяма от площта на цялата германска империя.
Германска Югозападна Африка е единствената германска колония, която е заселена с голям брой германски колонисти. През 1914 година на територията на колонията живеят приблизително около 12 000 германци и около 2000 европейски заселници (англичани и нидерландци). Местното население, наричано от европейците хотентоти, е наброявало около 150 000 души като най-многобройни от тях са племената хереро, овамбо и нама.